# Romain Mesnil
Romain Mesnil (* 13. července 1977, Le Plessis-Bouchard) je francouzský atlet, jehož specializace je skok o tyči. Na MS v atletice získal dvě stříbrné medaile, v Ósace (2007) a Berlíně (2009). Stříbro vybojoval také na evropském šampionátu v Göteborgu v roce 2006.
Je trojnásobným účastníkem letních olympijských her. Vždy však zůstal před branami finále. Ze síta kvalifikace se mu nepodařilo projít na olympiádě v Sydney, Athénách ani v Pekingu. 1. srpna 1999 v Göteborgu překonal 593 cm a stal se mistrem Evropy do 23 let. Svoje osobní maximum si vylepšil o čtyři roky ve francouzském Castres, kde zdolal 595 cm.
Tento francouzský tyčkař ale na sebe upozornil na konci března roku 2009, kdy se rozhodl běhat s tyčí po ulicích Paříže nahý. Tímto svérázným způsobem chtěl získat sponzora. S americkou firmou Nike, která ho kdysi sponzorovala mu vypršel kontrakt na konci roku 2008. Mesnil později závodil v dresech s otazníkem. Kromě videa, které sám Mesnil nahrál na server YouTube se tzv. "prodával" i na internetové aukci eBay, kde chtěl získat sponzorskou smlouvu před mistrovstvím světa 2009 v Berlíně.